# Имамзаде
Имамзаде́ (перс. امام‌زاده‎ — «потомок имама») — потомок шиитского имама. Словом «имамзаде» также обозначают поминальный храм шиитов, в котором похоронен имамзаде.
Имамзаде почитаются в шиизме. Титул «имамзаде» могут носить сыновья и внуки имамов, за исключением женщин и тех, кто сами стали имамами.
Храмы активно посещаются шиитскими паломниками для совершения зиярата. Многочисленные храмы Имамзаде находятся в Иране, Ираке, Афганистане и Азербайджане. Храмы обычно обладают изысканной архитектурой и красивым интерьером. Нередко можно увидеть игру света от множества зеркал, искусную резьбу по дереву.